# يوسف سعيد (لاعب كرة قدم قطري)
يوسف سعيد أحمد (مواليد 7 يناير 2003) هو لاعب كرة قدم قطري يلعب مع نادي الغرافة في دوري نجوم قطر كمهاجم. تمت اعارته في يناير الي نادي الخور

## روابط خارجية
يوسف سعيد أحمد على موقع قاعدة بيانات كرة القدم.إي يو (الإنجليزية)
- يوسف سعيد أحمد على موقع عالم كرة القدم.نت (الإنجليزية)
- يوسف سعيد أحمد على موقع كووورة